# Bozok, Derik
Bozok là một xã thuộc huyện Derik, tỉnh Mardin, Thổ Nhĩ Kỳ. Dân số thời điểm năm 2010 là 946 người.